# دايفيد كوك (كاتب)
دايفيد كوك (بالإنجليزية: David Cook) (و. 1982  م) هو مغني، ومغن ومؤلف، وملحن، وموسيقي، وكاتب سيناريو، وعازف قيثارة أمريكي، ولد في هيوستن.

## التعليم
تعلم في جامعة ميزوري الوسطى.

## وصلات خارجية
- دايفيد كوك على موقع IMDb (الإنجليزية)
- دايفيد كوك على موقع ميوزك برينز (الإنجليزية)
- دايفيد كوك على موقع رولينغ ستون (الإنجليزية)
- دايفيد كوك على موقع أول موفي (الإنجليزية)
- دايفيد كوك على موقع قاعدة بيانات برودواي على الإنترنت (الإنجليزية)
- دايفيد كوك على موقع إن إن دي بي (الإنجليزية)
- دايفيد كوك على موقع أول ميوزيك (الإنجليزية)
- دايفيد كوك على موقع ديسكوغز (الإنجليزية)
- دايفيد كوك على موقع قاعدة بيانات الفيلم (الإنجليزية)